# Escuela de Idiomas del Ejército
La Escuela de Idiomas del Ejército (Ec Idiomas Ej) es un instituto de educación militar del Ejército Argentino con asiento en Palermo, Ciudad Autónoma de Buenos Aires, y bajo la dependencia orgánica de la Dirección General de Educación.

## Reseña
El instituto, creado para formación en inglés y otros idiomas del personal militar del Ejército (y al público en general), se halla bajo la dependencia orgánica de la Dirección General de Educación a través de la Dirección de Educación a Distancia y Aprendizaje Autónomo y se encuentra en la órbita del Sistema de Educación a Distancia del Ejército Argentino (SEADEA).